# Piliocolobus preussi
Piliocolobus preussi (tidigare Procolobus preussi) är en däggdjursart som först beskrevs av Paul Matschie 1900.  Piliocolobus preussi ingår i släktet röda guerezor och familjen markattartade apor. Inga underarter finns listade. Det svenska trivialnamnet Kamerunguereza förekommer för arten.

## Utbredning och habitat
Denna primat förekommer bara i två eller tre mindre regioner i Kamerun och i sydöstra Nigeria, i nationalparken Cross River. Arten når i bergstrakter 1400 meter över havet men finns även i låglandet. Regionen är täckt av fuktig skog.

## Utseende och föda
Aporna har svarta huvuden, svart rygg med inslag av orange och har ljusröd svans, lemmar och kinder, se bild. P. preussi är liksom övriga arter i släktet folivor, det vill säga lövätare. 
Individerna når en kroppslängd (huvud och bål) av 56 till 64 cm och en svanslängd av cirka 75 cm. Vikten är troligen lika som hos andra arter av samma släkte, alltså cirka 5,5 till 10 kg.

## Hot mot arten
Piliocolobus preussi jagas och den hotas dessutom av skogsavverkningar. Ett visst skydd finns i nationalparkerna Cross River nationalpark, Korup nationalpark och längs Sanaga-floden. IUCN uppskattar att populationen minskade med 80 procent under de senaste 30 åren. IUCN kategoriserar arten globalt som akut hotad.
1996 uppskattades mellan 10000 och 15000 individer finnas i Korup nationalpark, där populationen är störst.